# Baily Cargill
Baily James Cargill (Winchester, Anglia, 1995. július 5. –) angol labdarúgó, aki jelenleg a Bournemouth-ban játszik, hátvédként. Középhátvédként és balhátvédként is képes pályára lépni.

## Pályafutása

### Bournemouth
Cargill Winchester városában született és gyerekként a Southampton szurkolója volt, szezonbérlete is volt a csapat meccseire. A Leicester City ifiakadémiáján kezdett el futballozni, majd két évet töltött a Southamptonnál, 2008-ban pedig a Bournemouth U13-as csapatához került. 2012-ben lett profi labdarúgó. 2012 novemberében a Southern League-ben szereplő AFC Tottonhoz igazolt kölcsönben, hogy tapasztalatot szerezzen. Az eredetileg egy hónapra szóló kölcsönszerződését később a szezon végéig meghosszabbították. Egy Forest Green Rovers elleni FA Trophy mérkőzésen mutatkozott be a csapatban. Rövidesen alapemberré nőtte ki magát a csapatban és 26 meccsen három gólt szerzett, az idény végén a szurkolók a szezon legjobbjának is megválasztották. Cargill később úgy fogalmazott, hogy a Tottonnál töltött ideje fontos szerepet játszott későbbi fejlődésében.
Miután visszatért a Bournemouth-hoz, 2013 áprilisában megkapta első profi szerződését a klubtól. A 2013/14-es szezon előtt pályára lépett az első csapatban egy barátságos meccsen,, de tétmérkőzésen nem kapott lehetőséget. 2013. október 4-én egy hónapra kölcsönvette a Welling United, egy nappal később, a Barnet ellen debütált. Kölcsönszerződését rövidesen meghosszabbították december 29-ig, majd 2014. január 22-ig. Ott töltött ideje alatt 13 mérkőzésen lépett pályára, később elmondta, hogy a csapatnál töltött ideje alatt sokat fejlődött az önbizalma. Visszatérése után a Bournemouth új, két és fél éves szerződést adott neki.
2014. március 27-én a Torquay United kölcsönvette Cargillt. A csapat vezetőedzője az a Chris Hargreaves volt, aki korábban a Bournemouth akadémiáján együtt dolgozott a hátvéddel. Első meccsét a Bristol Rovers ellen játszotta, melyet csapata 2-1-re megnyert. 2014. április 21-én gólpasszt adott Ashley Yeomannek az Exeter City elleni győztes mérkőzésen, de ez sem volt elég ahhoz, hogy a Torquay bennmaradjon a negyedosztályban. Összesen öt bajnokin szerepelt a klubban.
A 2014/15-ös évadra már komolyabb tervei voltak Cargill-lel a Bournemouth-nak. 2014. augusztus 14-én tétmeccsen is bemutatkozhatott az első csapatban, egy Exeter City elleni Ligakupa-meccsen. A következő héten a Nottingham Forest elleni bajnokin a cserepadon kapott helyet, de nem kapott játéklehetőséget. A Ligakupa következő fordulójában, a Northampton Town ellen ismét játszhatott, majd szeptember 23-án, a Cardiff City és október 28-án, a West Bromwich Albion elleni győztes kupameccseken is. Jó teljesítménye eredményeként új, 2017-ig szóló szerződést kapott klubjától.
Cargill a Liverpool ellen 3-1-re elvesztett Ligakupa-meccsen is kezdőként lépett pályára, ami után akaratán kívül a címlapokra került, fejéről ugyanis leesett valami, amit az újságírók parókának hittek. Az esetenként rosszindulatú, élcelődő cikkeket látva csapattársa, Harry Arter a védelmébe vette, klubja pedig kiadott egy közleményt, miszerint a kérdéses tárgy nem paróka, hanem kötés volt.
2016. február 1-jén a Coventry City a szezon végéig kölcsönvette. Öt bajnokin játszott a csapatban és egy gólt szerzett.

## Válogatott pályafutása
2014. november 6-án meghívták az angol U20-as válogatottba, Portugália és Kanada ellen. Kanada ellen kezdőként lépett pályára és góllal tette emlékezetessé debütálását.

## Külső hivatkozások
- Baily Cargill pályafutásának statisztikái a Soccerbase oldalon (angolul)

- Adatlapja a Bournemouth honlapján